# エホヤキム (ユダ王)
エホヤキム（ヘブライ語: יְהֹויָקִים, Yəhôyâqîm）は、ユダ王国の第18代の王である。ヘブライ語で「ヤハウェは起き上がらせてくださる」の意味。

## 生涯
ヨシヤ王の第2子として生まれた。元々の名前はエルヤキムであった。エジプトの王ネコ2世がヨシヤの代わりに王にして、エホヤキムと改名させた。
異母弟ヨアハズ（エホアハズ）に代わって11年間王であった。ネコ2世は多くの貢納を要求したので、国民に重税を課した。
預言者エレミヤはエホヤキムについて厳しいことを預言し、エルサレムの門に引きずられて投げやられ、ロバが埋められるように埋められる、とも預言した。しかしエホヤキムは聞き入れず、預言の記された巻物を火にくべてしまった。 
エホヤキムの治世にエジプトの力は衰えて、バビロンが勢力を増してきた。エホヤキムは3年間バビロンのネブカドネザルに仕えて、その後に反逆した。バビロンに攻められてエルサレムは陥落し（en:Siege of Jerusalem (597 BC)）、エホヤキムは捕虜になってバビロンに連行された。